# Allopathes denhartogi
Allopathes denhartogi är en korallart som beskrevs av Opresko 2003. Allopathes denhartogi ingår i släktet Allopathes och familjen Antipathidae. Inga underarter finns listade i Catalogue of Life.